# CONCACAF Champions League 2008-2009
La CONCACAF Champions League 2008-2009 è stata la quarantaquattresima edizione della CONCACAF Champions League, la prima dopo aver assunto questa nuova denominazione sul modello della UEFA Champions League. Il massimo torneo calcistico per club del Nord America era nota in passato come Champions Cup. L'Atlante, vincitore del torneo, è stato ammesso alla Coppa del mondo per club FIFA 2009.

## Formula
Le squadre partecipanti sono state ventiquattro, provenienti dalle tre associazioni regionali che compongono la CONCACAF: la North American Football Union, la Central American Football Union e la Caribbean Football Union. Nove squadre erano provenienti dal Nord America, dodici dal Centro America e tre dai Caraibi.
Le squadre, per poter partecipare al torneo, devono rispettare i criteri imposti dalla CONCACAF in materia di stadi. Se le squadre aventi diritto a partecipare non hanno uno stadio casalingo in grado di soddisfare i criteri richiesti, possono indicarne un altro a norma nel proprio paese. Se un club non riuscisse a trovare un impianto adeguato per la competizione sarebbe escluso dalla manifestazione.
Sedici delle ventiquattro squadre partecipano a un turno preliminare con partite di andata e ritorno. In caso di parità nel risultato aggregato si applica la regola dei gol fuori casa (ma solo nei 180 minuti regolamentari), se la parità persiste si va ai supplementari e quindi ai rigori.
Le otto vincenti del preliminare si uniscono alle altre otto squadre per formare quattro gironi da quattro squadre ciascuno, il sorteggio dei gironi viene svolto contestualmente a quello del turno preliminare. Le squadre si affrontano in incontri di andata e ritorno. Passano il turno le prime due di ogni girone, in caso di parità si considerano i risultati negli scontri diretti e quindi la differenza reti.
Le otto squadre qualificate vengono sorteggiate in un tabellone di tipo tennistico. Tutti i turni a eliminazione diretta (quarti, semifinali e finale) si svolgono con partite di andata e ritorno. In caso di parità nel risultato aggregato si applica la regola dei gol fuori casa (ma solo nei 180 minuti regolamentari).

## Date
| Fase                        | Turno             | Sorteggio                        | Andata                      | Ritorno                     |
| --------------------------- | ----------------- | -------------------------------- | --------------------------- | --------------------------- |
| Turno preliminare           | Turno preliminare | 11 giugno 2008 (New York, USA)   | 26–28 agosto 2008           | 2–4 settembre 2008          |
| Fase a gironi               | Prima giornata    | 11 giugno 2008 (New York, USA)   | 16-18 settembre 2008        | 16-18 settembre 2008        |
| Fase a gironi               | Seconda giornata  | 11 giugno 2008 (New York, USA)   | 23-25 settembre 2008        | 23-25 settembre 2008        |
| Fase a gironi               | Terza giornata    | 11 giugno 2008 (New York, USA)   | 30 settembre-2 ottobre 2008 | 30 settembre-2 ottobre 2008 |
| Fase a gironi               | Quarta giornata   | 11 giugno 2008 (New York, USA)   | 7-9 ottobre 2008            | 7-9 ottobre 2008            |
| Fase a gironi               | Quinta giornata   | 11 giugno 2008 (New York, USA)   | 21-23 ottobre 2008          | 21-23 ottobre 2008          |
| Fase a gironi               | Sesta giornata    | 11 giugno 2008 (New York, USA)   | 28-30 ottobre 2008          | 28-30 ottobre 2008          |
| Fase a eliminazione diretta | Quarti di finale  | 10 dicembre 2008 (New York, USA) | 24-26 febbraio 2009         | 3-5 marzo 2009              |
| Fase a eliminazione diretta | Semifinali        | 10 dicembre 2008 (New York, USA) | 17-18 marzo 2009            | 7-8 aprile 2009             |
| Fase a eliminazione diretta | Finale            | 10 dicembre 2008 (New York, USA) | 22 aprile 2009              | 12 maggio 2009              |

## Squadre partecipanti
| Nazione             | Squadra          | Metodo di qualificazione                                          |
| ------------------- | ---------------- | ----------------------------------------------------------------- |
| Messico 4 posti     | Atlante          | Campione Apertura 2007                                            |
| Messico 4 posti     | Santos Laguna    | Campione Clausura 2008                                            |
| Messico 4 posti     | Pumas UNAM       | Finalista Apertura 2007                                           |
| Messico 4 posti     | Cruz Azul        | Finalista Clausura 2008                                           |
| Stati Uniti 4 posti | Houston Dynamo   | Campione MLS 2007                                                 |
| Stati Uniti 4 posti | D.C. United      | Vincitore MLS Supporters' Shield 2007                             |
| Stati Uniti 4 posti | N.E. Revolution  | Vincitore U.S. Open Cup                                           |
| Stati Uniti 4 posti | Chivas USA       | Secondo classificato MLS Supporters' Shield 2007                  |
| Costa Rica 2 posti  | Saprissa         | Campione Invierno 2007 e Verano 2008                              |
| Costa Rica 2 posti  | Alajuelense      | Secondo nella classifica aggregata di Invierno 2007 e Verano 2008 |
| Honduras 2 posti    | Marathón         | Campione Apertura 2007                                            |
| Honduras 2 posti    | Olimpia          | Campione Clausura 2008                                            |
| Guatemala 2 posti   | Jalapa           | Campione Apertura 2007                                            |
| Guatemala 2 posti   | CSD Municipal    | Campione Clausura 2008                                            |
| El Salvador 2 posti | Luis Ángel Firpo | Campione Apertura 2007 e Clausura 2008                            |
| El Salvador 2 posti | Isidro Metapán   | Primo nella classifica aggregata di Apertura 2007 e Clausura 2008 |
| Panama 2 posti      | San Francisco    | Campione Clausura 2007 e Apertura 2008                            |
| Panama 2 posti      | Tauro            | Finalista Apertura 2008                                           |
| Belize 1 posto      | Hankook Verdes   | Campione Belize Premier League 2007-2008                          |
| Nicaragua 1 posto   | Real Estelí      | Campione Primera Division 2007-2008                               |
| Canada 1 posto      | Montréal Impact  | Vincitore Canadian Championship 2008                              |
| CFU 3 posti         | Harbour View     | Primo nel CFU Club Championship 2007                              |
| CFU 3 posti         | Joe Public       | Secondo nel CFU Club Championship 2007                            |
| CFU 3 posti         | P.R. Islanders   | Terzo nel CFU Club Championship 2007                              |

## Turno preliminare
| Squadra 1       | Totale | Squadra 2              | Andata | Ritorno |
| --------------- | ------ | ---------------------- | ------ | ------- |
| Jalapa          | 1 - 5  | San Francisco          | 1 - 0  | 0 - 5   |
| Joe Public      | 6 - 1  | New England Revolution | 2 - 1  | 4 - 0   |
| Alajuelense     | 2 - 3  | Puerto Rico Islanders  | 1 - 1  | 1 - 2   |
| Cruz Azul       | 12 - 0 | Hankook Verdes         | 6 - 0  | 6 - 0   |
| Harbour View    | 0 - 3  | Pumas UNAM             | [ 6 ]  | 0 - 3   |
| Tauro           | 3 - 1  | Chivas USA             | 2 - 0  | 1 - 1   |
| Montréal Impact | 1 - 0  | Real Estelí            | 1 - 0  | 0 - 0   |
| Isidro Metapán  | 3 - 4  | Marathón               | 2 - 2  | 1 - 2   |

## Fase a gironi

### Gruppo A
|             | DCU   | SAP   | CRU   | MAR   |
| D.C. United |       | 0 - 2 | 0 - 1 | 2 - 4 |
| Saprissa    | 2 - 2 |       | 1 - 0 | 2 - 1 |
| Cruz Azul   | 2 - 0 | 4 - 0 |       | 1 - 1 |
| Marathón    | 2 - 0 | 2 - 0 | 2 - 0 |       |

| Squadra     | Pt | G | V | N | P | GF | GS | DR |
| ----------- | -- | - | - | - | - | -- | -- | -- |
| Marathón    | 13 | 6 | 4 | 1 | 1 | 12 | 5  | +7 |
| Cruz Azul   | 10 | 6 | 3 | 1 | 2 | 8  | 4  | +4 |
| Saprissa    | 10 | 6 | 3 | 1 | 2 | 7  | 9  | -2 |
| D.C. United | 1  | 6 | 0 | 1 | 5 | 4  | 13 | -9 |

### Gruppo B
|                  | HOU   | FIR   | SFR   | UNM   |
| Houston Dynamo   |       | 1 - 0 | 2 - 1 | 1 - 3 |
| Luis Ángel Firpo | 1 - 1 |       | 1 - 0 | 1 - 1 |
| San Francisco    | 0 - 0 | 2 - 3 |       | 1 - 1 |
| Pumas UNAM       | 4 - 4 | 3 - 0 | 6 - 0 |       |

| Squadra          | Pt | G | V | N | P | GF | GS | DR  |
| ---------------- | -- | - | - | - | - | -- | -- | --- |
| Pumas UNAM       | 12 | 6 | 3 | 3 | 0 | 18 | 7  | +11 |
| Houston Dynamo   | 9  | 6 | 2 | 3 | 1 | 9  | 9  | 0   |
| Luis Ángel Firpo | 8  | 6 | 2 | 2 | 2 | 6  | 8  | -2  |
| San Francisco    | 2  | 6 | 0 | 2 | 4 | 4  | 13 | -9  |

### Gruppo C
|                 | ATL   | OLI   | JOE   | MTL   |
| Atlante         |       | 1 - 0 | 0 - 1 | 2 - 1 |
| Olimpia         | 1 - 1 |       | 4 - 0 | 1 - 2 |
| Joe Public      | 0 - 2 | 1 - 3 |       | 1 - 4 |
| Montréal Impact | 0 - 0 | 1 - 1 | 2 - 0 |       |

| Squadra         | Pt | G | V | N | P | GF | GS | DR  |
| --------------- | -- | - | - | - | - | -- | -- | --- |
| Atlante         | 11 | 6 | 3 | 2 | 1 | 6  | 3  | +3  |
| Montréal Impact | 11 | 6 | 3 | 2 | 1 | 10 | 5  | +5  |
| Olimpia         | 8  | 6 | 2 | 2 | 2 | 10 | 6  | +4  |
| Joe Public      | 3  | 6 | 1 | 0 | 5 | 3  | 15 | -12 |

### Gruppo D
|                       | SAN   | MUN   | PRI   | TAU   |
| Santos Laguna         |       | 3 - 2 | 3 - 0 | 3 - 0 |
| Municipal             | 4 - 4 |       | 2 - 2 | 2 - 2 |
| Puerto Rico Islanders | 3 - 1 | 0 - 1 |       | 2 - 1 |
| Tauro                 | 2 - 0 | 2 - 1 | 2 - 2 |       |

| Squadra        | Pt | G | V | N | P | GF | GS | DR |
| -------------- | -- | - | - | - | - | -- | -- | -- |
| Santos Laguna  | 10 | 6 | 3 | 1 | 2 | 14 | 11 | +3 |
| P.R. Islanders | 8  | 6 | 2 | 2 | 2 | 9  | 10 | -1 |
| Tauro          | 8  | 6 | 2 | 2 | 2 | 9  | 10 | -1 |
| CSD Municipal  | 6  | 6 | 1 | 3 | 2 | 12 | 13 | -1 |

## Fase a eliminazione diretta
Le otto squadre qualificate dalla fase a gironi sono state sorteggiate in un tabellone a eliminazione diretta.

### Tabellone
|  | Quarti          | Quarti | Quarti |  |                | Semifinali      | Semifinali | Semifinali |  |           | Finale  | Finale | Finale |
|  |                 |        |        |  |                |                 |            |            |  |           |         |        |        |
|  | P.R. Islanders  | 2      | 1      |  |                |                 |            |            |  |           |         |        |        |
|  | P.R. Islanders  | 2      | 1      |  |                |                 |            |            |  |           |         |        |        |
|  | Marathón        | 1      | 0      |  |                |                 |            |            |  |           |         |        |        |
|  | Marathón        | 1      | 0      |  | P.R. Islanders | 2               | 1 (2)      |            |  |           |         |        |        |
|  |                 |        |        |  | P.R. Islanders | 2               | 1 (2)      |            |  |           |         |        |        |
|  |                 |        |        |  |                | Cruz Azul (dtr) | 0          | 3 (4)      |  |           |         |        |        |
|  | Cruz Azul       | 1      | 1      |  |                | Cruz Azul (dtr) | 0          | 3 (4)      |  |           |         |        |        |
|  | Cruz Azul       | 1      | 1      |  |                |                 |            |            |  |           |         |        |        |
|  | Pumas UNAM      | 0      | 0      |  |                |                 |            |            |  |           |         |        |        |
|  | Pumas UNAM      | 0      | 0      |  |                |                 |            |            |  | Cruz Azul | 0       | 0      |        |
|  |                 |        |        |  |                |                 |            |            |  | Cruz Azul | 0       | 0      |        |
|  |                 |        |        |  |                |                 |            |            |  |           | Atlante | 2      | 0      |
|  | Montréal Impact | 2      | 2      |  |                |                 |            |            |  |           | Atlante | 2      | 0      |
|  | Montréal Impact | 2      | 2      |  |                |                 |            |            |  |           |         |        |        |
|  | Santos Laguna   | 0      | 5      |  |                |                 |            |            |  |           |         |        |        |
|  | Santos Laguna   | 0      | 5      |  | Santos Laguna  | 2               | 1          |            |  |           |         |        |        |
|  |                 |        |        |  | Santos Laguna  | 2               | 1          |            |  |           |         |        |        |
|  |                 |        |        |  |                | Atlante         | 1          | 3          |  |           |         |        |        |
|  | Houston Dynamo  | 1      | 0      |  |                | Atlante         | 1          | 3          |  |           |         |        |        |
|  | Houston Dynamo  | 1      | 0      |  |                |                 |            |            |  |           |         |        |        |
|  | Atlante         | 1      | 3      |  |                |                 |            |            |  |           |         |        |        |
|  | Atlante         | 1      | 3      |  |                |                 |            |            |  |           |         |        |        |

### Quarti di finale
Le gare di andata si sono giocate fra il 24 e il 26 febbraio 2009, quelle di ritorno fra il 3 e il 5 marzo.
| Squadra 1             | Totale | Squadra 2     | Andata | Ritorno |
| --------------------- | ------ | ------------- | ------ | ------- |
| Puerto Rico Islanders | 3 - 1  | Marathón      | 2 - 1  | 1 - 0   |
| Cruz Azul             | 2 - 0  | Pumas UNAM    | 1 - 0  | 1 - 0   |
| Montréal Impact       | 4 - 5  | Santos Laguna | 2 - 0  | 2 - 5   |
| Houston Dynamo        | 1 - 4  | Atlante       | 1 - 1  | 0 - 3   |

### Semifinali
Le gare di andata si sono giocate il 17 e il 18 marzo 2009, quelle di ritorno il 7 e l'8 aprile.
| Squadra 1             | Totale          | Squadra 2 | Andata | Ritorno     |
| --------------------- | --------------- | --------- | ------ | ----------- |
| Puerto Rico Islanders | 3 - 3 (2-4 dtr) | Cruz Azul | 2 - 0  | 1 - 3 (dts) |
| Santos Laguna         | 3 - 4           | Atlante   | 2 - 1  | 1 - 3       |

### Finale
| Squadra 1 | Totale | Squadra 2 | Andata | Ritorno |
| --------- | ------ | --------- | ------ | ------- |
| Cruz Azul | 0 - 2  | Atlante   | 0 - 2  | 0 - 0   |

| Arbitro: | Marco Rodríguez |

|  |           |                          |
|  | Marcatori | 17’ Navarro 24’ Bermúdez |

| Cancun 12 maggio 2009, ore 21:00 UTC-6 | Atlante          | 0 – 0 | Cruz Azul | Olímpico A. Quintana Roo (13.000 spett.)\| Arbitro: \| Benito Archundia \| |
| Arbitro:                               | Benito Archundia |       |           |                                                                            |

## Classifica marcatori
| Gol |  |  | Giocatore               | Squadra         |
| --- |  |  | ----------------------- | --------------- |
| 7   |  |  | Javier Orozco           | Cruz Azul       |
| 5   |  |  | Brunet Hay              | Tauro           |
| 5   |  |  | Agustín Enrique Herrera | Santos Laguna   |
| 5   |  |  | Francisco Palencia      | Pumas UNAM      |
| 5   |  |  | Guillermo Ramírez       | Municipal       |
| 5   |  |  | Gregory Richardson      | Joe Public      |
| 4   |  |  | Edwin Aguilar           | Tauro           |
| 4   |  |  | Christian Benítez       | Santos Laguna   |
| 4   |  |  | Roberto Brown           | Montréal Impact |
| 4   |  |  | Milton Núñez            | Marathón        |
| 4   |  |  | Carlos Quintero         | Santos Laguna   |
| 4   |  |  | Vicente Matías Vuoso    | Santos Laguna   |
| 4   |  |  | Pablo Zeballos          | Cruz Azul       |